# Leichtathletik-Europameisterschaften 1998/100 m der Männer

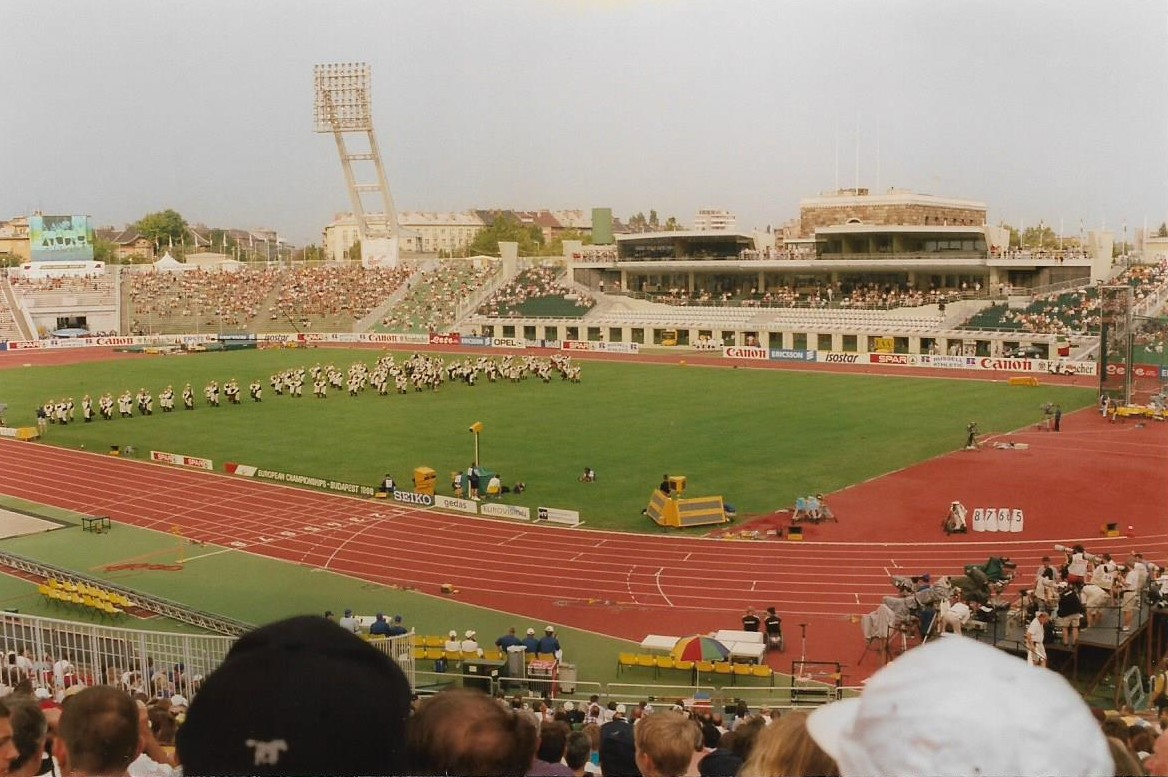
Das Népstadion von Budapest im Jahr 1998

Der 100-Meter-Lauf der Männer bei den Leichtathletik-Europameisterschaften 1998 wurde am 18. und 19. August 1998 im Népstadion der ungarischen Hauptstadt Budapest ausgetragen.
Auf dieser kurzen Sprintstrecke gab es einen Doppelsieg für die britischen Athleten. Europameister wurde Darren Campbell. Den zweiten Platz erreichte Dwain Chambers. Bronze ging an den Griechen Harálabos Papadiás.

## Rekorde

### Bestehende Rekorde
| Weltrekord           | 9,85 s  | Donovan Bailey   | OS Atlanta, USA              | 27. Juli 1996   |
| Europarekord         | 9,87 s  | Linford Christie | WM Stuttgart, BR Deutschland | 15. August 1993 |
| Meisterschaftsrekord | 10,08 s | Linford Christie | EM Helsinki, Finnland        | 7. August 1994  |

### Rekordverbesserung
Der britische Europameister Darren Campbell verbesserte den bestehenden Meisterschaftsrekord im Finale am 19. August um vier Hundertstelsekunden auf 10,04 Sekunden. Zum Europarekord fehlten ihm siebzehn, zum Weltrekord neunzehn Hundertstelsekunden.

## Legende
Kurze Übersicht zur Bedeutung der Symbolik – so üblicherweise auch in sonstigen Veröffentlichungen verwendet:
| CR  | Championshiprekord             |
| DNS | nicht am Start (did not start) |

## Vorrunde
18. August 1998
Die Vorrunde wurde in sechs Läufen durchgeführt. Die ersten vier Athleten pro Lauf – hellblau unterlegt – sowie die darüber hinaus acht zeitschnellsten Läufer – hellgrün unterlegt – qualifizierten sich für das Viertelfinale.

### Vorlauf 1
Wind: −0,6 m/s
| Platz | Name                 | Nation     | Zeit (s) |
| ----- | -------------------- | ---------- | -------- |
| 1     | Marcin Nowak         | Polen      | 10,34    |
| 2     | Stefano Tilli        | Italien    | 10,37    |
| 3     | Anninos Markoullidis | Zypern     | 10,37    |
| 4     | Erlend Sæterstøl     | Norwegen   | 10,45    |
| 5     | Diego Moisés Santos  | Spanien    | 10,48    |
| 6     | Tamás Mezei          | Israel     | 10,65    |
| 7     | Ivo Krsek            | Tschechien | 10,78    |
| 8     | Ruslan Russidse      | Georgien   | 10,95    |

### Vorlauf 2
Wind: −0,8 m/s
| Platz | Name              | Nation         | Zeit (s) |
| ----- | ----------------- | -------------- | -------- |
| 1     | Marlon Devonish   | Großbritannien | 10,38    |
| 2     | Stéphane Cali     | Frankreich     | 10,57    |
| 3     | Francesco Scuderi | Italien        | 10,59    |
| 4     | Roland Németh     | Ungarn         | 10,61    |
| 5     | Harri Kivelä      | Finnland       | 10,63    |
| 6     | Marko Stor        | Slowenien      | 10,88    |
| 7     | Mario Bonello     | Malta          | 10,92    |

### Vorlauf 3
Wind: +0,2 m/s
| Platz | Name               | Nation     | Zeit (s) |
| ----- | ------------------ | ---------- | -------- |
| 1     | Geir Moen          | Norwegen   | 10,38    |
| 2     | Needy Guims        | Frankreich | 10,47    |
| 3     | Tero Ridanpää      | Finnland   | 10,47    |
| 4     | Urban Acman        | Slowenien  | 10,48    |
| 5     | Mário Barbosa      | Portugal   | 10,55    |
| 6     | Yiannios Zisimides | Zypern     | 10,58    |
| 7     | Frutos Feo         | Spanien    | 10,81    |

### Vorlauf 4
Wind: −0,3 m/s
| Platz | Name                 | Nation         | Zeit (s) |
| ----- | -------------------- | -------------- | -------- |
| 1     | Darren Campbell      | Großbritannien | 10,40    |
| 2     | Marcin Krzywański    | Polen          | 10,51    |
| 3     | Aléxandros Yenovélis | Griechenland   | 10,52    |
| 4     | Anatolij Dowhal      | Ukraine        | 10,58    |
| 5     | Janne Haapasalo      | Finnland       | 10,58    |
| 6     | Luděk Bohman         | Tschechien     | 10,69    |
| 7     | Damjan Špur          | Slowenien      | 10,74    |
| 8     | Dennis Tilburg       | Niederlande    | 10,77    |

### Vorlauf 5
Wind: +0,6 m/s
| Platz | Name                  | Nation         | Zeit (s) |
| ----- | --------------------- | -------------- | -------- |
| 1     | Harálabos Papadiás    | Griechenland   | 10,27    |
| 2     | Dwain Chambers        | Großbritannien | 10,28    |
| 3     | Alexandr Porchomowski | Russland       | 10,35    |
| 4     | Miklós Gyulai         | Ungarn         | 10,37    |
| 5     | Ryszard Pilarczyk     | Polen          | 10,41    |
| 6     | Andrea Amici          | Italien        | 10,45    |
| 7     | Martin Briňarský      | Slowakei       | 10,73    |
| 8     | Martin Frick          | Liechtenstein  | 11,04    |

### Vorlauf 6
Wind: +0,7 m/s
| Platz | Name               | Nation       | Zeit (s) |
| ----- | ------------------ | ------------ | -------- |
| 1     | Dave Dollé         | Schweiz      | 10,36    |
| 2     | Gábor Dobos        | Ungarn       | 10,45    |
| 3     | John Ertzgaard     | Norwegen     | 10,48    |
| 4     | Resat Oguz         | Türkei       | 10,49    |
| 5     | Ággelos Pavlakákis | Griechenland | 10,50    |
| 6     | Frédéric Krantz    | Frankreich   | 10,54    |
| 7     | Carlos Berlanga    | Spanien      | 10,59    |

## Viertelfinale
18. August 1998
Aus den vier Viertelfinalläufen qualifizierten sich die ersten vier Athleten pro Lauf – hellblau unterlegt – für das Halbfinale.

### Viertelfinallauf 1
Wind: −0,3 m/s
| Platz | Name                  | Nation         | Zeit (s) |
| ----- | --------------------- | -------------- | -------- |
| 1     | Marlon Devonish       | Großbritannien | 10,28    |
| 2     | Geir Moen             | Norwegen       | 10,40    |
| 3     | Alexandr Porchomowski | Russland       | 10,42    |
| 4     | Ággelos Pavlakákis    | Griechenland   | 10,45    |
| 5     | Anatolij Dowhal       | Ukraine        | 10,57    |
| 6     | Mário Barbosa         | Portugal       | 10,57    |
| 7     | Urban Acman           | Slowenien      | 10,69    |
| DNS   | Stéphane Cali         | Frankreich     |          |

### Viertelfinallauf 2

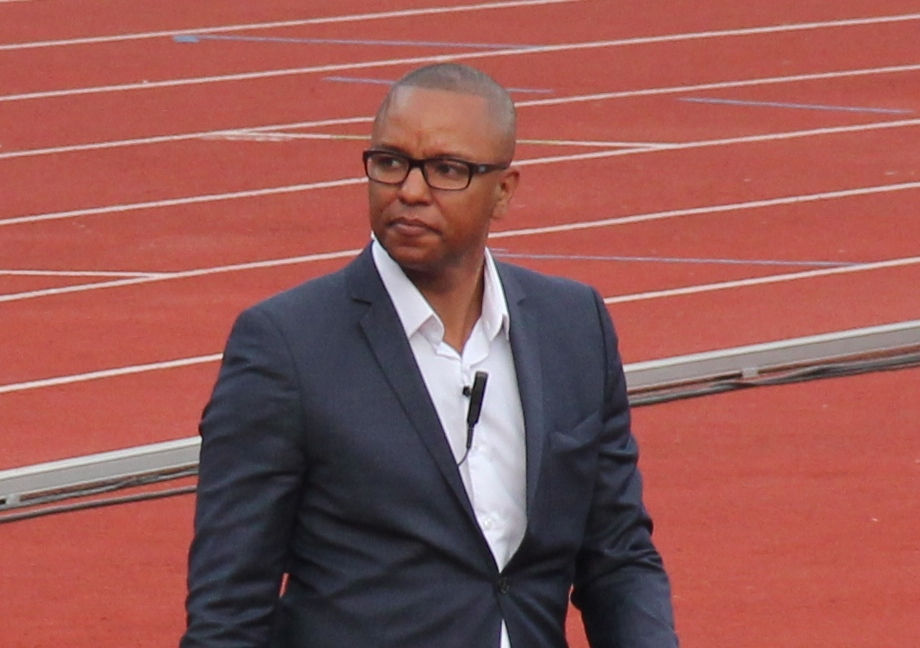
John Ertzgaard (hier im Jahr 2017) verpasste den Halbfinaleinzug um einen Rang

Wind: −0,1 m/s
| Platz | Name              | Nation         | Zeit (s) |
| ----- | ----------------- | -------------- | -------- |
| 1     | Darren Campbell   | Großbritannien | 10,26    |
| 2     | Marcin Krzywański | Polen          | 10,36    |
| 3     | Miklós Gyulai     | Ungarn         | 10,397   |
| 4     | Dave Dollé        | Schweiz        | 10,41    |
| 5     | John Ertzgaard    | Norwegen       | 10,48    |
| 6     | Andrea Amici      | Italien        | 10,49    |
| 7     | Frédéric Krantz   | Frankreich     | 10,57    |
| 8     | Resat Oguz        | Türkei         | 10,58    |

### Viertelfinallauf 3
Wind: −0,2 m/s
| Platz | Name                 | Nation         | Zeit (s) |
| ----- | -------------------- | -------------- | -------- |
| 1     | Dwain Chambers       | Großbritannien | 10,26    |
| 2     | Marcin Nowak         | Polen          | 10,29    |
| 3     | Needy Guims          | Frankreich     | 10,51    |
| 4     | Tero Ridanpää        | Finnland       | 10,51    |
| 5     | Roland Németh        | Ungarn         | 10,56    |
| 6     | Francesco Scuderi    | Italien        | 10,59    |
| 7     | Aléxandros Yenovélis | Griechenland   | 10,62    |
| 8     | Yiannios Zisimides   | Zypern         | 10,68    |

### Viertelfinallauf 4
Wind: −0,3 m/s
| Platz | Name                 | Nation       | Zeit (s) |
| ----- | -------------------- | ------------ | -------- |
| 1     | Harálabos Papadiás   | Griechenland | 10,31    |
| 2     | Ryszard Pilarczyk    | Polen        | 10,34    |
| 3     | Stefano Tilli        | Italien      | 10,35    |
| 4     | Gábor Dobos          | Ungarn       | 10,39    |
| 5     | Anninos Markoullidis | Zypern       | 10,41    |
| 6     | Diego Moisés Santos  | Spanien      | 10,41    |
| 7     | Erlend Sæterstøl     | Norwegen     | 10,46    |
| 8     | Janne Haapasalo      | Finnland     | 10,56    |

## Halbfinale
19. August 1998
Aus den beiden Halbfinalläufen qualifizierten sich die jeweils ersten vier Athleten – hellblau unterlegt – für das Finale.

### Halbfinallauf 1
Wind: +0,3 m/s
| Platz | Name                  | Nation         | Zeit (s) |
| ----- | --------------------- | -------------- | -------- |
| 1     | Dwain Chambers        | Großbritannien | 10,15    |
| 2     | Marlon Devonish       | Großbritannien | 10,21    |
| 3     | Marcin Krzywański     | Polen          | 10,27    |
| 4     | Alexandr Porchomowski | Russland       | 10,30    |
| 5     | Ryszard Pilarczyk     | Polen          | 10,35    |
| 6     | Dave Dollé            | Schweiz        | 10,39    |
| 7     | Miklós Gyulai         | Ungarn         | 10,39    |
| 8     | Ággelos Pavlakákis    | Griechenland   | 10,43    |

### Halbfinallauf 2
Wind: +0,5 m/s
| Platz | Name               | Nation         | Zeit (s) |
| ----- | ------------------ | -------------- | -------- |
| 1     | Darren Campbell    | Großbritannien | 10,11    |
| 2     | Harálabos Papadiás | Griechenland   | 10,21    |
| 3     | Stefano Tilli      | Italien        | 10,27    |
| 4     | Marcin Nowak       | Polen          | 10,30    |
| 5     | Geir Moen          | Norwegen       | 10,35    |
| 6     | Needy Guims        | Frankreich     | 10,50    |
| 7     | Tero Ridanpää      | Finnland       | 10,52    |
| 8     | Gábor Dobos        | Ungarn         | 29,10    |

## Finale

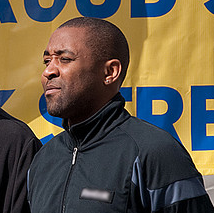
Europameister Darren Campbell errang seinen ersten bedeutenden internationalen Titel
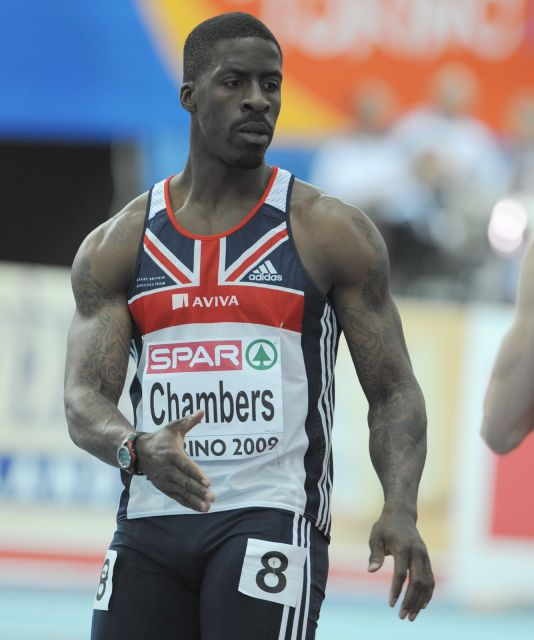
Vizeeuropameister Dwain Chambers
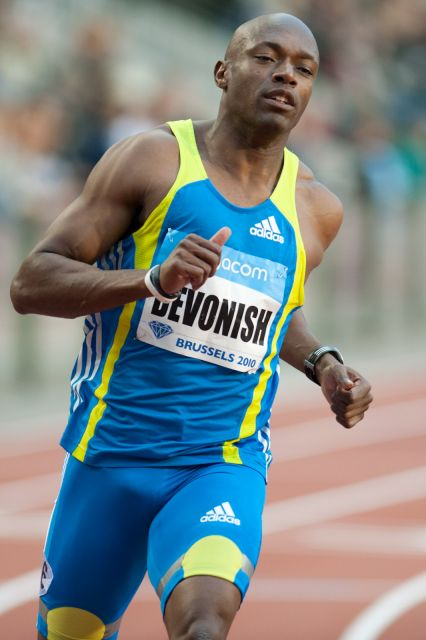
Als drittbester Brite kam Marlon Devonish auf den fünften Platz

19. August 1998
Wind: +0,3 m/s
| Platz | Name                  | Nation         | Zeit (s) |
| ----- | --------------------- | -------------- | -------- |
| 1     | Darren Campbell       | Großbritannien | 10,04 CR |
| 2     | Dwain Chambers        | Großbritannien | 10,10    |
| 3     | Harálabos Papadiás    | Griechenland   | 10,17    |
| 4     | Stefano Tilli         | Italien        | 10,20    |
| 5     | Marlon Devonish       | Großbritannien | 10,24    |
| 6     | Alexandr Porchomowski | Russland       | 10,29    |
| 7     | Marcin Krzywański     | Polen          | 10,29    |
| 8     | Marcin Nowak          | Polen          | 10,36    |

## Videolinks
- Men's 100m Final European Champs Budapest August 1998, youtube.com, abgerufen am 5. Januar 2023
- Men's 100m Final European Champs Budapest 1998, youtube.com, abgerufen am 5. Januar 2023